# سیارک ۱۱۵۷۲
سیارک ۱۱۵۷۲ (به انگلیسی: 11572 Schindler، نامگذاری:1993RM7) یازده هزار و پانصد و هفتاد و دومین سیارک کشف شده‌است که در ۱۵ سپتامبر ۱۹۹۳ کشف شد.
قدر مطلق سیارک برابر ۱۵٫۲۰ است.